# Echthronomas tricincta
Echthronomas tricincta är en stekelart som först beskrevs av Johann Ludwig Christian Gravenhorst 1829.  Echthronomas tricincta ingår i släktet Echthronomas och familjen brokparasitsteklar. Arten är reproducerande i Sverige. Inga underarter finns listade i Catalogue of Life.